# Aarhus Amatørsymfoniorkester
Aarhus Amatørsymfoniorkester er et amatørsymfoniorkester med hjemsted i Aarhus.

## Historie
Orkestret blev dannet den 7. september 1926 under navnet Aarhus Privatorkester med kun 8 musikere, men voksede sig hurtigt større. Orkestrets første dirigent var den fra Italien indvandrede Rafael Medici. Repertoiret omfattede populære værker, som kendtes fra de etablerede orkestre og radioen, suppleret med klassiske værker, ouverturer og symfonier, som ikke krævede så stor besætning. Beethoven, Haydn og Mozart var blandt favoritterne.
Under d. 2. verdenskrig måtte orkestret indstille sin virksomhed, men i 1945 startede man igen med lærer ved Det Jyske Musikkonservatorium Johannes Nørgaard og senere violinist ved Aarhus Byorkester Arvid Andersen som dirigent. Mange konservatoriestuderende i Aarhus spillede i orkestret. Det var reelt deres eneste mulighed for at få lidt orkesterrutine og for nogles vedkommende solistopgaver. 
Efter Arvid Andersen fulgte en kortere årrække med skiftende dirigenter indtil violinist og seminarielektor Erling Bisgaard overtog dirigenthvervet. Det blev til mange frugtbare år, hvor blandt andet samarbejdet med Århus Studiekor førte til store musikalske oplevelser ikke mindst med en række opførelser af Händels oratorium Messias i Aarhus Domkirke. Der findes en indspilning af en af disse opførelser på 3 LP-plader med Else Paaske, Bodil Gøbel, Kurt Westi og Ulrik Cold som solister.
I de seneste 30 år har Erwin Chmiel ledet orkestret, som i dag består af ca. 70 musikere

## Repertoiret
I løbet af årene har man spillet en lang række korte og lange værker af anerkendte komponister. Gennem samarbejde med forskellige midtjyske kor, medlemmer af Aarhus Symfoniorkester og en imponerende række sang- og instrumentalsolister fra ind- og udland, har der været få grænser for hvad Aarhus Amatørsymfoniorkester har kunnet påtage sig af opgaver.